# 草野洋
草野 洋（くさの ひろし、1934年 -没年不明 ）は、日本のジャーナリスト。北海道夕張市生まれ。主に政治・企業・官公庁を専門に活動する政治経済ジャーナリスト。日本作家クラブ理事、社団法人日本地方新聞協会日本報道クラブ副代表幹事、内閣府認証日本ＩＮＧＯ副理事長。ＪＬＮＡブロンズ賞受賞、日本作家クラブ文芸賞受賞（２回）。

## 略歴
1934年、北海道夕張市に生まれる。旧樺太へ渡り戦後引き上げ、室蘭の食品会社に勤務。1960年、作家を志して上京し、同志25名と文芸同人誌『黄鹿文学』を発行し主宰する。1974年、40歳の時、ジャーナリストとして独立。
1976年、月刊誌『新政経』を創刊。1984年、月刊誌を改名し会員制情報誌『新政経情報』として発刊。2001年、『環境ジャーナル』に改名し、テーマとして環境問題を追加。2004年9月、インターネットマガジン『噂の仕置人』を創刊し、2006年7月、350万アクセスを達成。フィクサー朝堂院大覚総裁の弟子。東京都練馬区光ヶ丘在住。
2006年10月、『週刊仕置人』と名称変更。2007年1月、ニュースサイト『草野レポート』創刊。
2008年秋ごろより多額の借金を踏み倒して行方不明であったが、のちに死去していたことが明らかになった。晩年は糖尿病などを抱え入院しながら執筆活動をしていた。
朝堂院によると、猪瀬直樹東京都知事の「ミカドの肖像」は、草野の自著『西武商法　悪の構図』の盗作であるとして抗議を続けていた。
ソース
https://tyoudouin.blogspot.com/2012/11/blog-post_14.html

## 著書
- 守銭奴たちの四季 - 事件小説集 2005年 ISBN 9784947737496
- 『西武商法　悪の構図』 エール出版社（83年3月刊）